# Newton Longville
Newton Longville est une paroisse civile et un village du Buckinghamshire, en Angleterre.